# Musixmatch
 (février 2019).
Si vous disposez d'ouvrages ou d'articles de référence ou si vous connaissez des sites web de qualité traitant du thème abordé ici, merci de compléter l'article en donnant les références utiles à sa vérifiabilité et en les liant à la section « Notes et références ».
Musixmatch est une plateforme fondée en janvier 2010, permettant aux utilisateurs de rechercher et de partager des paroles.
Elle compte plus de 80 millions d'utilisateurs, plus de huit millions de paroles et plus de 100 employés.
Elle est accessible via le Web et les applications mobiles pour appareils iOS et Android. La plateforme est compatible avec Spotify et Apple Music.
Via le service Musixmatch Pro, Musixmatch permet également aux artistes de partager les paroles de leurs morceaux et il est notamment partenaire officiel de Spotify pour les licences et la synchronisation des paroles.

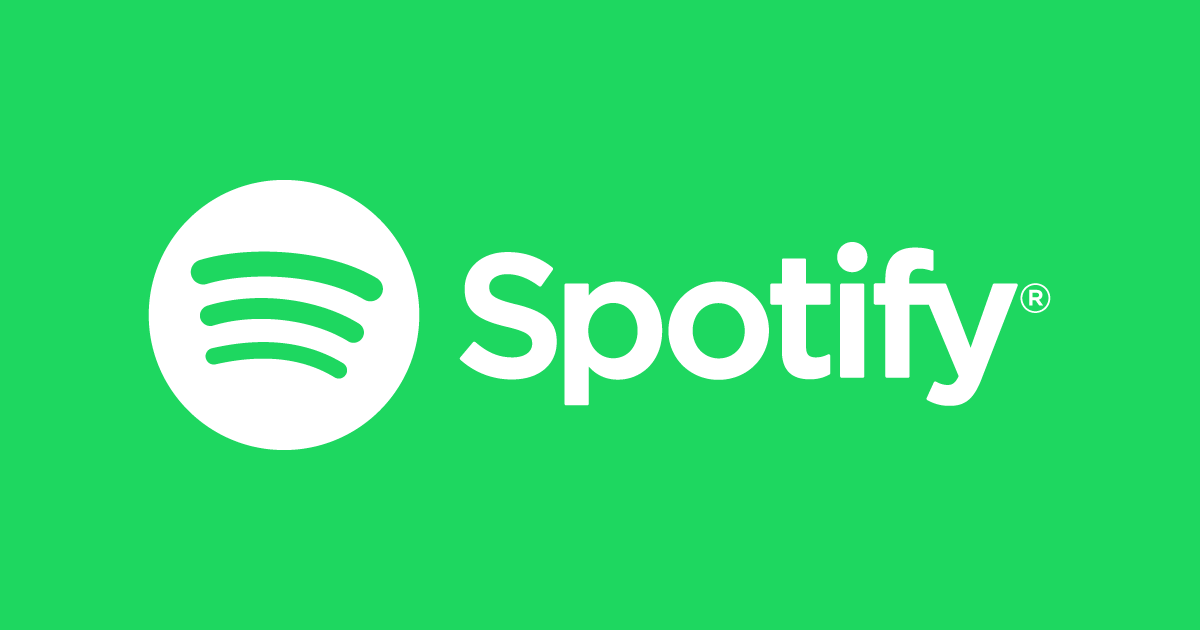